# Медем, Георгий Петрович фон
Барон Гео́ргий Петро́вич фон Ме́дем (встречается также написание без частички фон; 8 (20) марта 1850 — 19 января (1 февраля) 1911) — российский военный (жандармский) деятель, генерал-лейтенант. С 16 (29) июля 1905 по 7 (20) января 1906 — московский градоначальник.

## Биография
Происходил из дворянского рода Медемов, этнический немец, православный.

### Ранняя карьера
Зачислен на военную службу 15 (27) августа 1866 года юнкером в Николаевское кавалерийское училище. Окончил училище по 1-му разряду и был произведён в корнеты 12 (24) июля 1868 года в 7-й уланский Ольвиопольский полк. С 24 февраля (8 марта) 1869 года — поручик, с 7 (18) марта 1872 года — штабс-ротмистр.

### Служба в Отдельном корпусе жандармов
15 (27) апреля 1874 года переведён в Отдельный корпус жандармов (ОКЖ), назначен адъютантом одного из губернских жандармских управлений, в дальнейшем — помощник начальника одного из отделений одного из жандармских полицейских управлений железных дорог. 1 (13) апреля 1879 года присвоен чин капитана. С 30 апреля (12 мая) 1879 года по 24 февраля (7 марта) 1892 года — начальник Царскосельско-Петергофского отделения Петербургского жандармского полицейского управления железных дорог. С 1 (13) января 1888 года — подполковник, с 5 (18) апреля 1892 года — полковник.
С 24 февраля (7 марта) 1892 года по 24 июля (5 августа) 1893 года — командир Московского жандармского дивизиона. С 24 июля (5 августа) 1893 года по 26 марта (8 апреля 1903 год)а командир столичного Санкт-Петербургского жандармского дивизиона. 26 апреля (7 марта) 1903 года присвоен чин генерал-майора, за которым последовало получение должности 26 марта (8 апреля 1903 год)а по 29 (16) июля 1905 года помощника начальника штаба ОКЖ.

### Московский градоначальник
16 (29) июля 1905 года Медем был назначен московским градоначальником. Время его недолгого (менее полугода) руководства Москвой пришлось на сложное время — период первой русской революции. С момента своего назначения Медем столкнулся с широкой забастовочной и террористической активностью. Новый градоначальник, равно как и его руководитель генерал-губернатор П. П. Дурново неоднократно обращались в столицу с просьбой прислать дополнительные войска для обеспечения контроля над городом, но столь же регулярно получали отказ. Несмотря на то, что Медем был ставленником Дурново, отношения между ними были весьма натянутыми, что не способствовало совместной работе. По воспоминаниям московского вице-губернатора Владимира Джунковского, Дурново донимал Медема мелочными придирками, всячески третировал его, не предоставлял свободы действия, в результате чего у того не было возможности организовать нормальное руководство городской полицией. Окончательно отношения между двумя руководителями города испортились к августу, когда Дурново позвонил Медему и потребовал, чтобы тот съездил на вокзал, встретил знакомую балерину и разместил её в гостинице. В ответ на это, барон вспылил и сказал своему руководителю, что он градоначальник, а не лакей.
За время конфликта с Дурново Медем практически не руководил городом, так как всё время болел. 24 августа (6 сентября) 1905 года состоялось незамеченное тогда, но имеющее большое значение по прошествии времени событие — градоначальник утвердил устав Сокольнического клуба спорта — первого московского официально зарегистрированного футбольного клуба.
24 ноября (7 декабря) состоялось радостное для Медема событие — с поста генерал-губернатора был уволен Дурново. В тот же день градоначальник телеграфировал в столицу министру внутренних дел Петру Николаевичу Дурново: «…действовать буду решительно и авторитета власти не посрамлю».
На период руководства Москвой Медемом пришёлся пик революции в городе — декабрьское восстание, во время которого погибли 1059 обывателей (в том числе 137 женщин и 86 детей), 28 военных и 36 полицейских. Однако, насколько именно Медем руководил подавлением восстания, определить затруднительно. 12 (25) декабря 1905 года на градоначальника было совершено покушение — когда тот стоял на улице вблизи своего дома, в него собрался выстрелить некий человек с повязкой Красного креста на рукаве. Однако, ещё до того момента, как террорист совершил выстрел, он и сопровождавшая его женщина были арестованы.

### Поздние годы
7 (20) января 1906 года барон фон Медем был произведён за отличие в генерал-лейтенанты, с отчислением от должности московского градоначальника и с переводом в Отдельный корпус жандармов. С 17 (30) сентября 1906 года был прикомандирован к штабу ОКЖ и состоял в распоряжении шефа жандармов.

## Семья
Супругой Георгия Петровича Медема была оперная певица Мария Александровна Славина. У них было не менее 3 детей (на 1904 год).
Скончался 19 января (1 февраля) 1911 года. Был похоронен на Новодевичьем кладбище в Санкт-Петербурге. Могила сохранилась до нашего времени.

## Награды

### Российские
- Орден Святого Станислава 3 степени (1877)
- Орден Святой Анны 3 степени (1885)
- Орден Святого Станислава 2 степени (1891)
- Орден Святой Анны 2 степени (1894)
- Орден Святого Владимира 4 степени (1896)
- Орден Святого Владимира 3 степени (1899)
- Орден Святого Станислава 1 степени (1904)
- Орден Святой Анны 1 степени (1910)

### Иностранные
- Орден Спасителя 4 степени (королевство Греция, 1881)
- Орден Князя Даниила I 4 степени (княжество Черногория, 1882)
- Орден Железной короны 3 степени (Австро-Венгрия, 1887)
- Командор Ордена Короны Италии (королевство Италия, 1903)